# 松浦恵
松浦 （圭）恵（まつうら けい/めぐみ）は、日本の音楽プロデューサー、作曲家、編曲家。別名に松浦圭、フランシスコ松浦がある。M&M MUSIC SOCIETY主宰。

## 略歴
1990年代、プロデューサーS-KENと出会いgleeps/日本コロムビアを結成。同年「JAZZ COM BOSSA」でデビュー。収録曲「Summer Rain」が西武セゾングループ「Club Med」CMテーマ曲となる。グループ解散後、サクソフォーン奏者・朝本千可のライブツアーサウンドプロデュース、河内家菊水丸のバングラサウンド盤での作曲/編曲など作曲家、編曲家として活動を始める。
1995年、powder/ポニーキャニオンを結成、ミニアルバムをリリース。
1996年、wild flower/ファンハウスを結成。シングル、アルバムなど5枚をリリース。同年、FM横浜でwild flowerの「After The Dance」スタート。
解散後は編曲家、音楽プロデューサーとしてTBS、文化放送などのOP・EDテーマ曲の制作、関西テレビ「SMAPxSMAP」の音楽担当、SMAPなどへの作曲/編曲のほか「ルパン三世のテーマ」、喜納昌吉&チャンプルーズの「ハイサイおじさん」「The Millenniumof BACH」などのリミックス作品の制作でFantastic Plastic Machine、ラッパ我リヤとの共演などジャンルを問わず多方面に幅広く活躍。
2001年よりインディーズのレーベル・プロデュースや新人アーティストのプロデュースも開始。
2006年、Terry&Francisco/エイベックスJ-moreを結成。2006年7月にミニアルバム「Terry&Francisco」、同年11月にミニアルバム「Terry&Francisco 2」をリリース。
2007年8月シングル「線香花火」リリース。同作で伊藤銀次の「こぬか雨」をカバー、伊藤と共演。
2016年4月 M&M MUSIC SOCIETYを設立。DTMを中心に新しいアーティストの育成、発掘を業務とする。
2017年8月 プロデュース・編曲・ミキシング担当したTHREE1989のミニアルバム「TIME LINE」をリリース。シングル「High Times」が iTunes ダンスチャート5位を獲得。
2018年4月、THREE1989のミニアルバム「JET BLUE」をリリース。シングル曲「UMBRELLA/アンブレラ」リリース。
2019年9月、Terry&Francisco全作品がサブスクリプション解禁となる。
2020年2月、Terry&Francisco全作品を網羅したコンプリート盤「ギャラクシー」をエイベックス クラブよりリリース。ボーナス・トラックとして新曲も発表。蔦屋家電でレコ発イベントを開催。10月、須永辰緒のイベント「夜ジャズ」にTerry&Francisco出演。
2022年4月 M&M MUSIC SOCIETYを音楽配信サポートを主とする形態にする、DTMを中心に新しいアーティストの育成、発掘も
平行して行う。
2022年5月よりオンライン・サロン「ポップスを研究し学ぶ音楽私塾」開催。
2024年12月 インディーズレーベル、コンコースレコード（CONCOURSE RECORDS)をDJ SEIROCKと共同設立し、国内だけでなく
国外も視野に入れた活動を行なっていく。
トルコ、エジプトでチャートインを始め、2025年2月にはメキシコJ-Popチャートにて"君んちのニャン子と"/big市川が1位を獲得。

## アーティストとしてのディスコグラフィー
- Terry&Francisco
  - 「ギャラクシー」エイベックス クラブ
  - 「線香花火」エイベックスJ-more
  - 「Terry&Francisco2」エイベックスJ-more
  - 「Terry&Francisco」エイベックスJ-more
- TOKYO BOSSA NOVA〜por-do-sol〜／mash note収録・ハピネス・レコード
- 極東ラヴァーズオーケストラ 『サクラノウタ 〜Blooming〜』 LD&K Records
- 「Sweet Reggae」 Vol.2　Sugar Music Entertainmaent
- 「The Millennium Of BACK」-Cl  Remix-　コナミミュージックエンタテインメント
- 喜納昌吉&チャンプルーズ「GROOVE TO MOVE」日本コロムビア
- wild flower　ファンハウス
  - マキシシングル
    - 「PARADEがいく」
    - 「月とベンチ」
    - 「secret love」　

  - アルバム「mooneater」
- powder
  - アルバム「the summer of life」ポニーキャニオン
  - コンピレーション・アルバム「Ladies in mortion」ポニーキャニオン
- gleeps
  - マキシシングルgleeps「groovin high」日本コロムビア/TRIAD　
  - コンピレーション・アルバム「Jazz Com Bossa」日本コロムビア/TRIAD